# Zyrphelis foliosa
Zyrphelis foliosa là một loài thực vật có hoa trong họ Cúc. Loài này được (Harv.) Kuntze miêu tả khoa học đầu tiên năm 1891.